# Liptaň
Liptaň (en allemand : Liebenthal) est une commune du district de Bruntál, dans la région de Moravie-Silésie, en République tchèque. Sa population s'élevait à 457 habitants en 2021.

## Géographie
Liptaň se trouve à 7 km au nord-nord-est de Město Albrechtice, à 28 km au nord-nord-est de Bruntál, à 65 km au nord-ouest d'Ostrava et à 227 km à l’est de Prague.
La commune est limitée par Vysoká et Dívčí Hrad au nord, par Bohušov à l'est, par Slezské Rudoltice au sud-est, par Třemešná au sud-ouest et à l'ouest, et par Jindřichov au nord-ouest.

## Histoire
La première mention écrite de la localité date de 1256.

## Administration
La commune se compose de trois quartiers :
- Liptaň
- Bučávka
- Horní Povelice

## Galerie

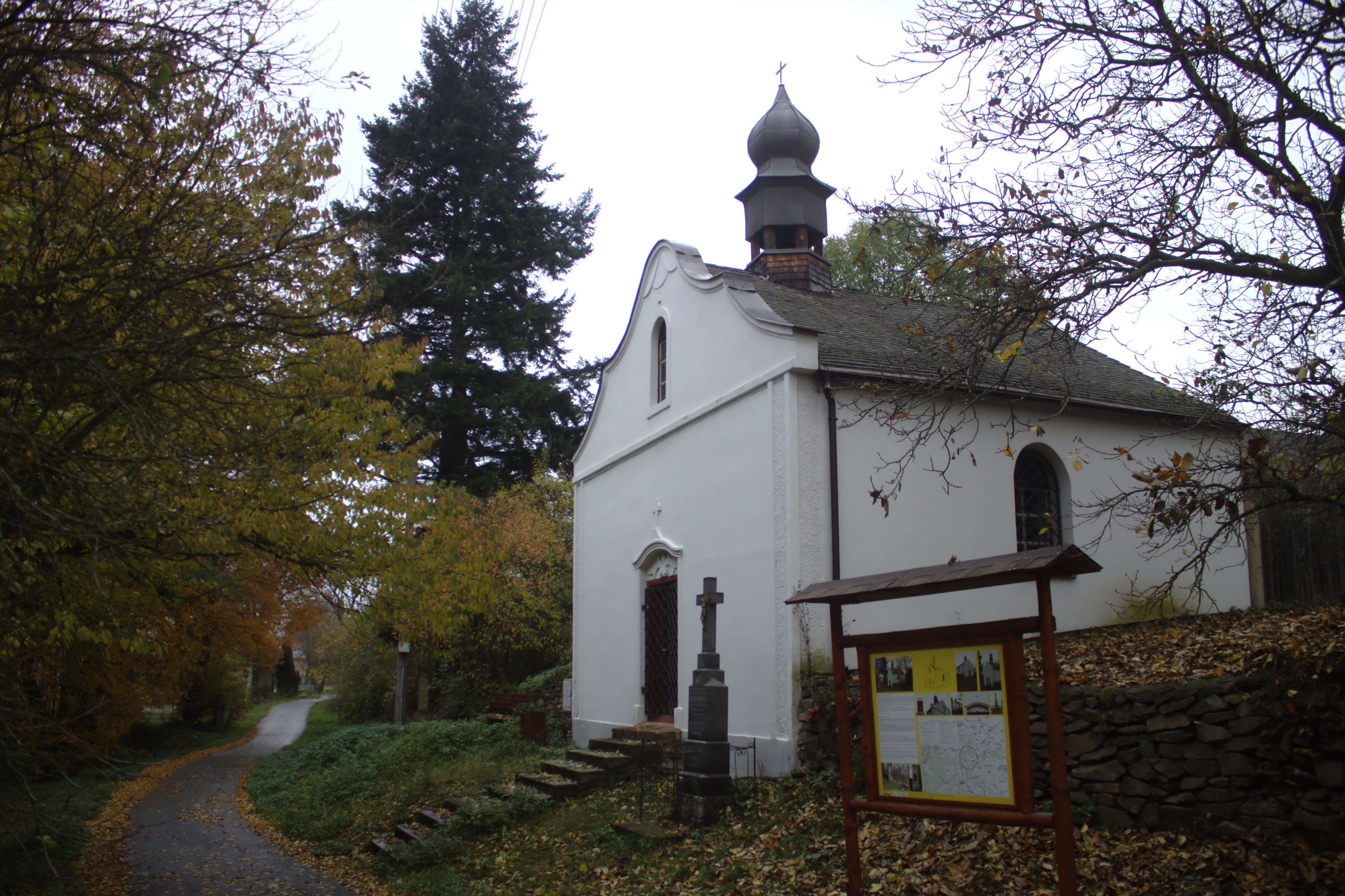
Chapelle à Horní Povelice.
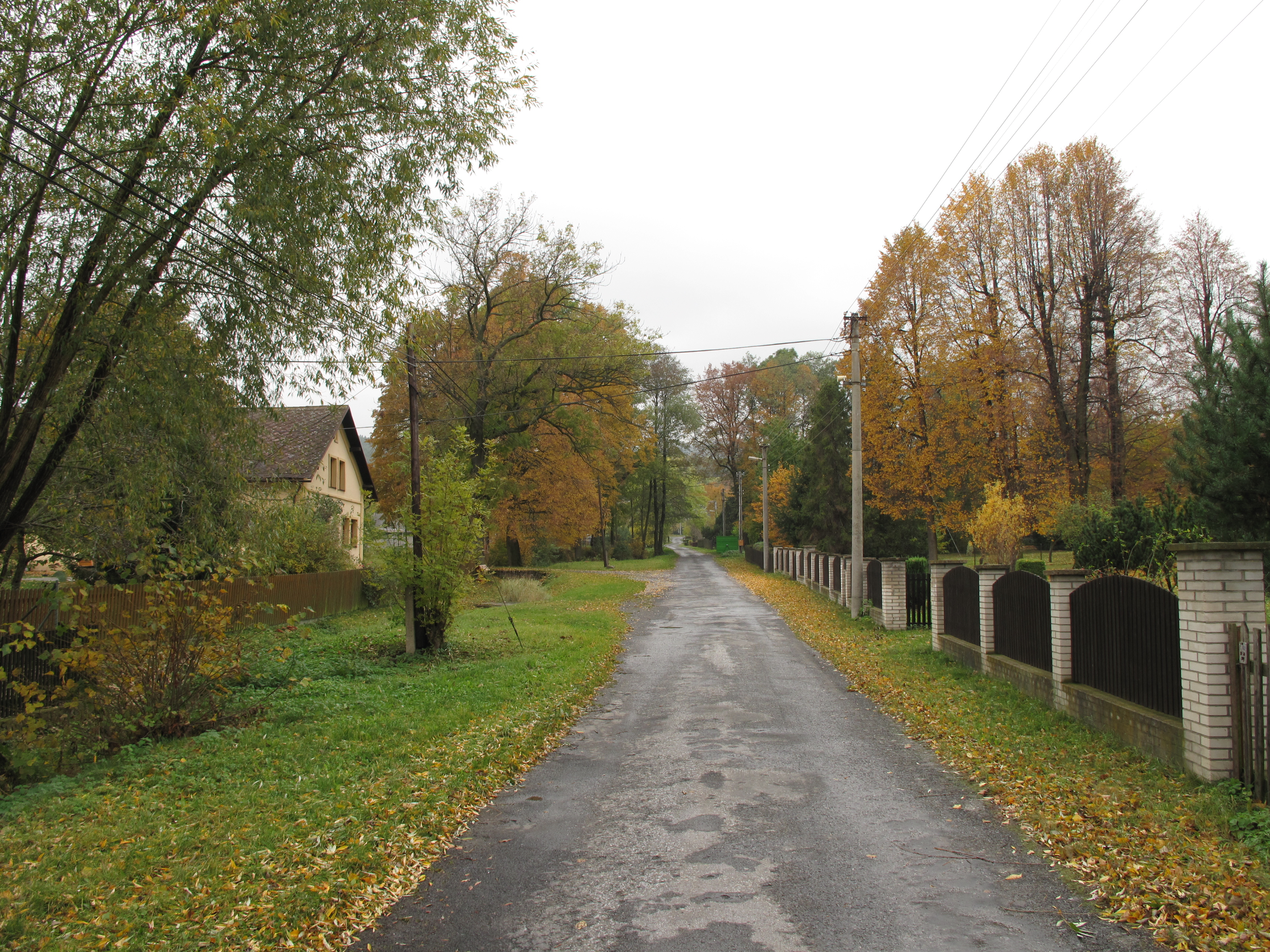
Une rue de Bučávka.

## Transports
Par la route, Liptaň se trouve à 8 km de Město Albrechtice, à 23 km de Krnov, à 42 km de Bruntál, à 86 km d'Ostrava et à 292 km de Prague.